# Liu Zhidan
Liu Zhidan   (1903 - 14 d'abril de 1936) va ser un comandant militar xinès i líder comunista, que va fundar la base Shaanxi-Gansu-Ningxia al nord-oest de la Xina, que es va convertir en el soviet de Yan'an.

## Biografia
Liu Zhidan va néixer el 1902 ó 1903, segons fonts, en el si d'una família de literats a Bao'an, que posteriorment s'anomenaria comtat de Zhidan en honor seu, al nord de la província de Shaanxi. El seu primer nom fou Jinggui (景桂, Jǐngguì), que més tard va canviar per Zhidan. Liu va assistir a la primera escola primària del comtat i va formar part de la primera classe de graduats i va obtenir l'acceptació a l'institut de Yulin. Es va unir al Partit Comunista el 1925. A Yulin, va ser influït pel Moviment del 4 de maig i es va unir a la Lliga de la Joventut Comunista Xinesa i a la Societat pel progrés mutu, una organització cívica progressista.
Després del Moviment del 30 de maig, ell i els seus companys d'estudis van viatjar a Shanxi, Pequín i Xangai, abans d'anar a Guangzhou, on va ser admès a l'Acadèmia Militar Whampoa. El juliol de 1927, es va unir a l'expedició del nord com a oficial de l'Exèrcit Nacional Revolucionari i va ser destinat a l'Exèrcit Popular Nacional de Feng Yuxiang, aleshores aliat amb l'ENR. Després de l'incident del 12 d'abril de 1927, Liu, com a comunista, va fugir de l'exèrcit de Feng i es va unir a l'oposició armada. Després de contratemps a Nanchang, Anhui i Xangai, Liu va tornar a Shaanxi i va organitzar una guerrilla de base rural. Al maig de 1928, va llançar la insurrecció de Weihua amb diversos milers d'homes i va establir l'exèrcit nacional popular del nord-oest. Al juny, la revolta va ser sufocada per Song Zheyuan i Liu va fugir al nord de Shaanxi.

## Exèrcit Roig
Al seu territori natal, el nord de Shaanxi, Liu Zhidan va fundar les àrees base de la regió fronterera Shaanxi-Gansu i la regió nord de Shaanxi, i va establir el 26è i el 27è Cos de l'Exèrcit Roig Xinès. La primavera de 1934 i la tardor de 1935, va derrotar dos grans campanyes de supressió per part de les forces nacionalistes i va aconseguir unificar les dos àrees base, controlant 22 comtats.
Chiang Kai-shek va enviar Zhang Xueliang a atacar la base de Liu el 1935, però les tropes de Zhang van ser derrotades per Liu a la batalla de Laoshan. Però poc després, Liu Zhidan va ser víctima d'una purga a mans dels comissaris enviats des de Xangai. Ell i els seus companys van ser empresonats. Molts subordinats van ser executats. Estava a punt de ser executat quan Mao Zedong i els exèrcits de la Llarga Marxa arribar al nord-oest, van aturar la campanya de rectificació i van fer alliberar a Liu i els seus companys. La base de Liu es va convertir en un refugi per a les altres unitats derrotades de l'exèrcit roig, i va créixer fins a convertir-se en el Soviet de Yan'an, la base principal dels comunistes xinesos fins al 1947.
El mateix Liu va ser enviat per Mao per dirigir l'expedició de l'Est contra Yan Xishan. Va ser assassinat a la batalla l'abril de 1936 i nomenat màrtir. El seu comtat natal, Bao'an, va rebre el seu nom posteriorment.

## Llegat
Liu Zhidan va ser aclamat màrtir en el moment de la seua mort i recordat com a tal fins al 1962, quan una novel·la biogràfica sobre la seua vida va ser criticada per Kang Sheng com una conspiració antipartidista perquè un dels personatges de la novel·la al·ludia al líder depurat Gao Gang. Xi Zhongxun, un dels seus antics companys va ser depurat com a resultat. Durant la Revolució Cultural, la tomba de Liu va ser saquejada pels guàrdies rojos. Després de la Revolució Cultural, el llegat de Liu es va rehabilitar.